# Cliciova

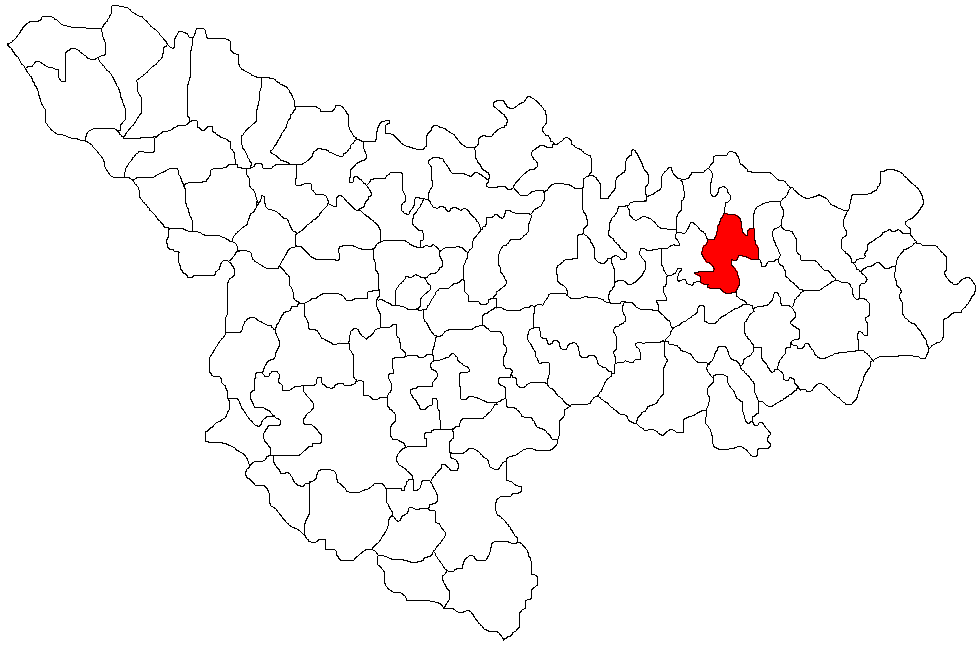
Lage von Cliciova im Kreis Timiș

Cliciova (ungarisch: Klicsó) ist ein Dorf im Kreis Timiș, Banat, Rumänien. Cliciova gehört zur Gemeinde Bethausen. 

## Geografische Lage
Cliciova liegt im Osten des Kreises Timiș, in 14 Kilometer Entfernung von Lugoj, an der Bahnstrecke Lugoj-Ilia.

## Nachbarorte
| Cutina    | Bethausen                                   | Leucușești |
| Bodo      | Kompassrose, die auf Nachbargemeinden zeigt | Susani     |
| Nevrincea | Valea Lungă Română                          | Sudriaș    |

## Geschichte
Im Mittelalter erscheint die Ortschaft in verschiedenen Schenkungs- und Besitzurkunden. 1454 erhielt Johann Hunyadi das Gut als Schenkung von König Ladislaus V.
1596 gehörte Klachova zum Kreis Hunedoara. Während der Türkenherrschaft erhielt Sigismund Báthory das Gut als Schenkung. Später waren György Szentmiklosy und János Aponyi Grundbesitzer.
1690–1700 gehörte die Ortschaft zum Distrikt Făget. Auf der Josephinischen Landaufnahme von 1717 ist der Ort Klicsó mit 30 Häusern eingetragen. 
In der Zwischenkriegszeit gehörte Cliciova zum Kreis Severin, Stuhlbezirk Belinț. Cliciova war schon immer ein rumänisches Dorf.

## Persönlichkeiten
- Gheorghe Popovici (1862–1927), Historiker und Archpriest[2]